# تناجر أسود مزرق
تناجر أسود مزرق (الاسم العلمي: Tangara vassorii)، هو نوع من الطيور يتبع فصيلة التناجر ضمن رتبة العصفوريات.